# Lamellisabella ivanovi
Lamellisabella ivanovi är en ringmaskart som beskrevs av Kirkegaard 1956. Lamellisabella ivanovi ingår i släktet Lamellisabella och familjen skäggmaskar. Inga underarter finns listade i Catalogue of Life.